# Хомини (Оклахома)
Хомини (енгл. Hominy) град је у америчкој савезној држави Оклахома.

## Демографија
По попису из 2010. године број становника је 3.565, што је 981 (38,0%) становника више него 2000. године.
| Група             | 2000.         | 2010.         |
| Белци             | 1.625 (62,9%) | 2.026 (56,8%) |
| Афроамериканци    | 49 (1,9%)     | 522 (14,6%)   |
| Азијати           | 4 (0,2%)      | 13 (0,4%)     |
| Хиспаноамериканци | 84 (3,3%)     | 119 (3,3%)    |
| Укупно            | 2.584         | 3.565         |